# Khal Drogo
Khal Drogo é um personagem fictício do livro A Game of Thrones (1996), o primeiro da série literária de fantasia A Song of Ice and Fire, do autor norte-americano George R. R. Martin. Ele também está presente na série de televisão da HBO, Game of Thrones. Ele é introduzido em ambas as mídias como um khal, um líder do povo Dothraki, uma tribo de guerreiros que percorre o continente de Essos. Na série de tv ele é interpretado pelo ator norte-americano Jason Momoa.

## Perfil
Drogo é um poderoso khal, ou "senhor da guerra", do povo Dothraki, uma nação tribal de cavaleiros das estepes além das Cidades Livres. Ele é um forte guerreiro que jamais foi derrotado numa batalha.

## Série literária

### A Game of Thrones
No primeiro livro da série Drogo recebe como oferta de casamento a herdeira da Casa Targaryen, Daenerys Targaryen, com quem se casa. Ela lhe foi ofertada por de Viserys Targaryen, irmão de Daenerys, e  Illyrio Mopatis, para conseguir seus guerreiros e seu apoio na invasão a Westeros. Apesar de grande, forte e temperamento selvagem em batalha, ele se mostra gentil , sensível e amoroso como marido. Quando sua esposa sofre uma tentativa de assassinato, ele promete invadir Westeros mas é ferido numa batalha subsequente. Daenerys sacrifica involuntariamente seu bebê natimorto para salvá-lo com mágica de sangue e apesar da mágica salvar-lhe a vida ele fica em estado vegetativo. Daenerys faz uma eutanásia e o mata sufocando-o com um travesseiro. Em seu funeral, Daeneys caminha para dentro da pira que queima seu corpo com os ovos de dragão que ganhou de presente de casamento, e horas depois, quando a pira em fogo vira cinzas, ela emerge nua e ilesa com três filhotes de dragão em volta. Daenerys homenageia seu marido morto dando o nome de  Drogon a seu maior dragão.
No livro, suas ações são testemunhadas e interpretadas pelos olhos de Daenerys Targaryen.

## Série de televisão

### 1ª temporada  (2011)
Em Essos, o príncipe exilado  Viserys Targaryen faz um acordo com Khal Drogo entregando-lhe a irmã Daenerys em casamento, em troca de seu apoio e de seus guerreiros para seu plano de voltar a Westeros para reclamar o trono. Na noite de núpcias, Drogo estupra Daenerys, que a partir dali se dedica a aprender como satisfazê-lo, descobrindo depois que está grávida. Quando Viserys descobre que Drogo não pretende cumprir a promessa de ajudá-lo, ele tenta matar o filho por nascer de Drogo e Daenerys; Drogo descobre e o mata derramando ouro fundido sobre sua cabeça. Quando um assassino enviado pelo rei Robert Baratheon é morto tentando matar Daenerys envenenada, Drogo jura conquistar Westeros e dar o reino a seu filho e começa a marcha para o continente, com seus homens atacando vilas e cidades em Essos para conseguir dinheiro e recursos para construir uma frota para atravessar o Mar Estreito, que separa Essos de Westeros. Numa dessas lutas ele é ferido e contrai septicemia, ficando à beira da morte. Daenerys convence uma escrava a usar mágica de sangue para salvá-lo; a feiticeira fica só na tenda com Drogo, mandando todos saírem até que o feitiço termine, enquanto Daenerys começa a ter trabalho de parto; mas a criança nasce morta e Drogo fica em estado vegetativo, por causa da mágica mal sucedida. Drogo tem a vida abreviada pela mulher que o mata sufocando-o com um travesseiro. Em seu funeral, tem seu corpo queimado numa pira, onde Daenerys entra com os ovos de dragão que ganhou de presente de casamento. Na manhã seguinte, depois que as chamas apagam e a pira vira cinza, ela sai dela nua e ilesa, com três filhotes de dragão vivos que chocaram nas chamas, a seu lado.

### 2ª temporada (2012)
Daenerys vê Drogo em suas visões quando ela visita a Casa dos Imortais.  Ele se senta na tenda que eles compartilharam uma vez, segurando uma criança pequena nos braços, seu filho Rhaego.  Eles compartilham um reencontro emocional, mas ela opta por ir embora, sabendo que eles estão mortos e apenas uma ilusão.

## Ator

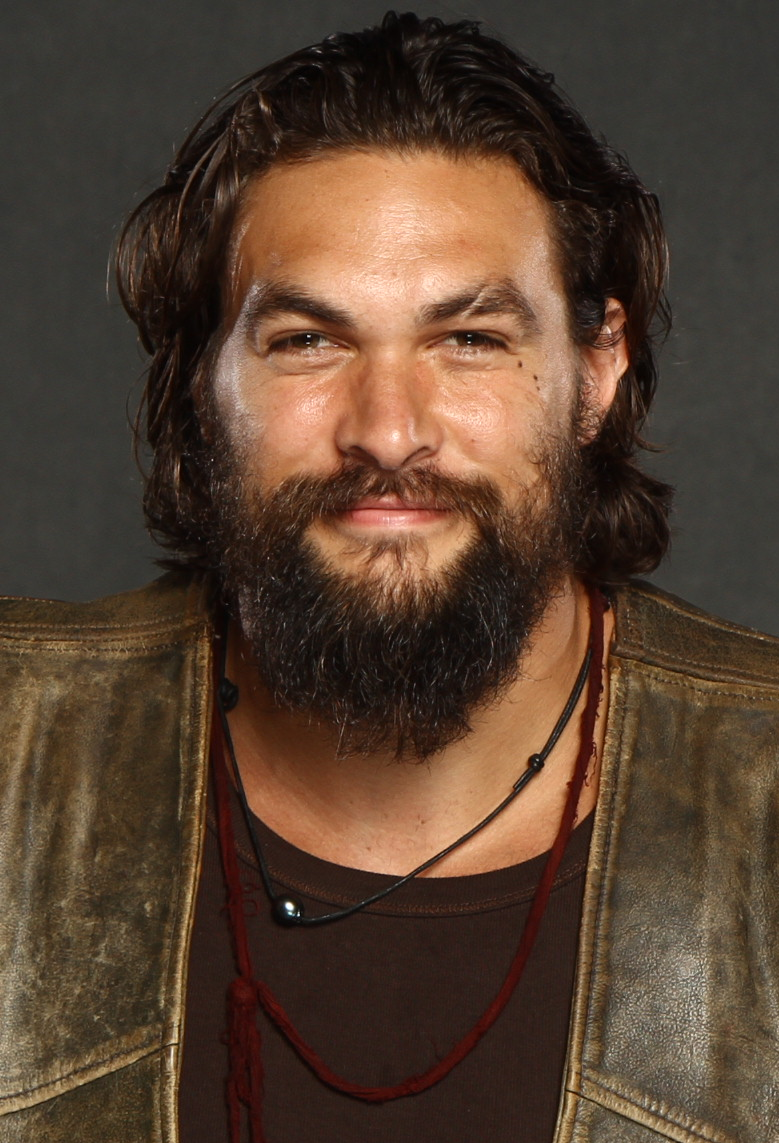
Jason Momoa é Khal Drogo em Game of Thrones.

Drago é interpretado pelo ator americano Jason Momoa. Durante seu teste para o papel ele fez o Ka Mate Haka dos maoris.  Ele relata sua experiência fazendo a leitura do personagem:
Quando eu li o papel de Khal Drogo eu fiquei maravilhado. Não pude acreditar que aquilo estava acontecendo, eu tinha que fazer aquele personagem. Eu estava tipo "Ninguém vai tirar este papel de mim". As pessoas dizem que é um papel fácil: "Você só tem que ficar sentado lá!". Mas é muito difícil ser extremamente intimidador e dizer tudo sem dizer absolutamente nada.
Momoa recebeu críticas positivas por sua interpretação do personagem  e contribuiu com suas próprias ideias. Por exemplo, numa cena do série Drogo cimenta sua posição como o líder "Khal" arrancando a língua de um dissidente. Esta cena não existe no livro nem estava no roteiro mas foi sugerida e aceita depois que Momoa observou que Drogo, que se diz ser um grande guerreiro, nunca é visto demonstrando suas proezas na tela.
Sobre a morte prematura de seu personagem, ele diz: "Eu estava lendo o roteiro e de repente, "Droga, estou morto!". É maravilhoso como Martin monta a história. Aqui estão os seus personagens principais, e você os ama, e você os odeia, e de repente eles estão mortos e tudo vira um turbilhão de emoções. As crianças pequenas e mesmo os menores dos personagens sempre crescem, crescem e crescem. Ele criou um lindo mundo. Estou chateado porque não voltarei. Viver Khal Drago foi fenomenal e gostaria que tivesse mais coisas que ele pudesse ter feito, vou sentir falta dele".